# Sjoelchan Aroech
De Sjoelchan Aroech (lett. gedekte, welvoorziene tafel) is het belangrijkste joodse wetboek. Het is geschreven door rabbijn Yosef Karo, die leefde van 1488 tot 1575 (westerse jaartelling). Hij werd in Spanje geboren, werkte in Turkije en woonde vanaf 1536 in Safed, in het noorden van Israël te Galilea, waar nog heden ten dage zijn synagoge te bezoeken is. Een 16e-eeuws commentaar op Sjoelchan Aroech van Rabbi Moshe ben Isserles heet Mappa (tafelkleed).
De Sjoelchan Aroech is gebaseerd op een voorgaand werk geschreven door rabbijn Yaakov ben Asher, de Toer, en bestaat uit vier delen:
- Orach Chaim: wetten van de gebeden en de synagoge, de sjabbat, en feestdagen;
- Jore De'a: wetten over slachten, kasjroet, bekering tot het jodendom;
- Even HaEzer: wetten over huwelijk, scheiding en verwante zaken;
- Chosjen Misjpat: financiële wetten, schadevergoedingen en aansprakelijkheid, regels van het joods gerechtshof (Beit Din), en de wetten over getuigen voor de rechtbank.

Bij elkaar vormen deze delen een reusachtig geheel, uit meerdere delen bestaand en vele duizenden pagina's tellend.

## Rema
De Sjoelchan Aroech werd door joodse gemeenschappen in de gehele wereld geaccepteerd als leidinggevend. Echter, de schrijver ervan, rabbijn Yosef Karo, was - evenals de Rambam - een Sefardische jood, wiens gebruiken soms verschilden van die van de Asjkenazische joden. Daarom schreef de beroemde Asjkenazische rabbijn Moshe Isserless uit Kraków in Polen een commentaar op de Sjoelchan Aroech waarin hij alle gebruiken van de Asjkenazische joden opschreef op plaatsen waar die afweken van de Sefardische gebruiken. Rabbijn Isserless en zijn commentaar op de Sjoelchan Aroech staan beiden bekend onder de naam Rema.
Op de Rema volgden vele andere rabbijnen die hun commentaren op de Sjoelchan Aroech opschreven. Deze commentaren werden dan in de Sjoelchan Aroech aan alle kanten om de hoofdtekst heen geschreven, waardoor het aantal pagina's steeds verder groeide en het probleem waarvoor de Sjoelchan Aroech was geschreven (om voor alle joden begrijpelijk te maken wat de halacha is in situaties) deed zich opnieuw voor. Evenals de Talmoed eerder, was nu ook de Sjoelchan Aroech ontoegankelijk voor de minder geleerde joden.
Een hedendaagse Sjoelchan Aroech bestaat uit circa 30 delen, ieder zo'n 600 pagina's tellende. Dit op A3-formaat, in lettergrootte 10. Het is daarmee tevens een van de grootste boekwerken ter wereld.

## Kitsoer Sjoelchan Aroech
Daarom ontstonden verschillende korte samenvattingen van de Sjoelchan Aroech, waarin de oorspronkelijke Sjoelchan Aroech gecombineerd met de meningen van latere rabbijnen geschreven werd, in een beperkt boek. Het beroemdste werk van dit soort is de Kitsoer Sjoelchan Aroech. Dit werk is onlangs tevens in Nederlands-Hebreeuwse uitgave verschenen bij het Nederlands-Israëlitisch Kerkgenootschap.
Misjna · Tosefta · Baraita · Gemara · Talmoed · Kleine traktaten · Midrasj · Targoem · Responsa · Kabbala · Zohar